# Brachyotum quinquenerve
Brachyotum quinquenerve là một loài thực vật có hoa trong họ Mua. Loài này được (Ruiz & Pav.) Triana mô tả khoa học đầu tiên năm 1871.